# Psyclon Nine
Psyclon Nine ist eine US-amerikanische Musikgruppe aus San Francisco, die im Jahr 2000 gegründet wurde.
Stilistisch ist sie am ehesten dem Aggrotech nahe, bindet aber auch verschiedene Elemente, wie z. B. des Alternative Metal, ein. Die Gruppe löste sich 2009 wegen Nero Bellums Opiatabhängigkeit auf. 2010 war die Wiedervereinigung, seit Oktober 2011 tritt die Band wieder auf.

## Geschichte
2000 gründeten Nero Bellum (damals unter dem Pseudonym Marshall Carnage) und Josef Heresy das rock-orientierte Projekt Defkon Sodomy unter dem Einfluss der Bands KMFDM und Ministry. Nachdem Defkon Sodomy größere Bekanntheit erlangte, änderte sich die Richtung und wurde stark von Suicide Commandos Album Mindstrip beeinflusst. Sie spielten zunächst zwei kleinere, aber erfolgreiche Shows. Der erste Auftritt fand in der Castro Valley als Vorband von CompostFilter statt. Der zweite Auftritt (zum ersten Mal unter dem Namen Psyclon Nine) war ein kleineres Festival der Band See Colin Slash, dessen Frontmann Eric Gottesman als drittes Bandmitglied aufgenommen wurde. 

## Sonstiges
Nero Bellum gab in einem Interview an, dass Gerüchte über seine angebliche nationalsozialistische Einstellung kursieren würden. Diesen setzte er entgegen, dass ein Mitglied der Band, Eric Gottesmans, Jude und in seiner Freizeit als Chasan in einer Synagoge in Los Angeles tätig sei. Dort sei er auch auf ein hebräisches Gebet gestoßen, das in Requiem for the Christian Era zu hören ist.
Der Videoclip zum Song Parasitic entstand in Zusammenarbeit mit dem Mushroomhead-Mitglied Richard "Rick" Thomas. Es wurde nach einer gemeinsamen Tour im November 2007 in Cleveland gedreht.

## Diskografie

### Alben
- 2003: Divine Infekt (CD)
- 2005: INRI (CD)
- 2006: Crwn Thy Frnicatr (CD)
- 2009: We the Fallen (CD)
- 2013: Order Of The Shadow Act I (CD)
- 2014: Disorder – The Shadow Sessions (CD)
- 2018: Icon of the Adversary (CD)
- 2022: Less to Heaven (CD)
- 2023: More To Hell (CD)
- 2025: And Then Oblivion (CD)

### Videos
- Parasitic
- Use Once And Destroy